# پادشاه دوکجونگ
پادشاه دوکجونگ (زاده ۹ ژوئن ۱۰۱۶ (میلادی) - مرگ ۳۱ اکتبر ۱۰۳۴ (میلادی)) نهمین پادشاه از دودمان گوریو بود. او پسر پادشاه هیونجونگ بود. وی در سال ۱۰۲۲ میلادی به عنوان ولیعهد انتخاب شد و در سال ۱۰۳۱ پس از پدرش به حکومت رسید و تا سال ۱۰۳۴ میلادی حکومت کرد.